# 欣格爾斯普林斯 (加利福尼亞州)
欣格爾斯普林斯（英語：Shingle Springs）是位於美國加利福尼亞州埃爾多拉多縣的一個人口普查指定地區。

## 地理
欣格爾斯普林斯的座標為38°39′57″N 120°55′34″W / 38.66583°N 120.92611°W，而該地最高點為海拔高度433米（即1421英尺）。

## 人口
根據2010年美國人口普查的數據，欣格爾斯普林斯的面積為21.335平方千米，當中陸地面積為21.260平方千米，而水域面積為0.075平方千米。當地共有人口4432人，而人口密度為每平方千米207人。